# Cristina Bujin
Cristina Ioana Bujin (* 12. April 1988 in Constanța) ist eine rumänische Leichtathletin.

## Sportliche Laufbahn
Bujin wurde Fünfte im Weitsprung bei den Jugendweltmeisterschaften 2003 im kanadischen Sherbrooke. Bei den Juniorenweltmeisterschaften 2004 schied sie im Weitsprung in der Qualifikation aus und belegte Rang zehn im Dreisprung. Sie konnte die Bronzemedaille bei den Jugendweltmeisterschaften 2005 in Marrakesch gewinnen und gewann auch bei den Junioreneuropameisterschaften in Kaunas die Silbermedaille im Dreisprung und schied im Weitsprung erneut in der Qualifikation aus. Ab diesem Zeitpunkt nahm Bujin international nur noch an Dreisprung-Wettkämpfen teil. Sie wurde Sechste bei den Juniorenweltmeisterschaften 2006 und gewann wiederum Bronze bei der Junioreneuropameisterschaften 2007 in Hengelo. Sie qualifizierte sich auch für die Halleneuropameisterschaften und schied dort in der Qualifikation aus, wie auch bei den Hallenweltmeisterschaften 2008 in Valencia. 
Während sie bei den Halleneuropameisterschaften 2009 in der Qualifikation ausschied, erreichte Bujin bei den Weltmeisterschaften in Berlin mit 14,26 m den siebten Platz. Sie gewann auch die Silbermedaille bei den U23-Europameisterschaften. 2011 wurde sie Fünfte bei den Halleneuropameisterschaften in Paris und gewann bei der Universiade in Shenzhen die Bronzemedaille. 2012 nahm sie an den Hallenweltmeisterschaften, den Europameisterschaften und an den Olympischen Spielen 2012 in London teil und schied bei allen Meisterschaften in der Qualifikation aus. 2013 schied sie bei den Halleneuropameisterschaften, wie auch bei den Europameisterschaften 2014, in der Qualifikation aus. 2015 belegte sie Platz sechs bei den Halleneuropameisterschaften in Prag und schied bei den Weltmeisterschaften in Peking erneut in der Qualifikation aus. 2016 qualifizierte sie sich erneut für die Olympischen Spiele in Rio de Janeiro, konnte dort das Finale aber ein weiteres Mal nicht erreichen.
2017 nahm sie zum sechsten Mal an den Halleneuropameisterschaften in Belgrad teil, konnte dort aber nicht das Finale erreichen.
Bujin wurde 2006 Rumänische Hallenmeisterin im Dreisprung und 2008 im Weitsprung. 2009 gewann sie den Landesmeistertitel im Dreisprung.

## Persönliche Bestleistungen
- Weitsprung: 6,38 m, am 2. August 2009 in Bukarest
  - Halle: 6,35 m, 25. Januar 2013 in Bukarest
- Dreisprung: 14,42 m, am 1. August 2009 in Bukarest
  - Halle: 14,35 m, am 15. Februar 2009 in Bukarest